# Söråker
Söråker, är ett samhälle i Timrå kommun, i närheten av Indalsälvens delta där Indalsälven mynnar ut i Klingerfjärden. Söråker ligger också nära Sundsvall-Timrå Airport och den lokala sevärdheten Y:et, som kan ses från E4:an.
Till området Söråker räknas ofta flera olika byar, bl.a. Ala, Duved, Gasabäck, Gryttjom, Rigsta, Skäggsta, Strand, Strandvik, Söråker och Torsboda.

## Historia

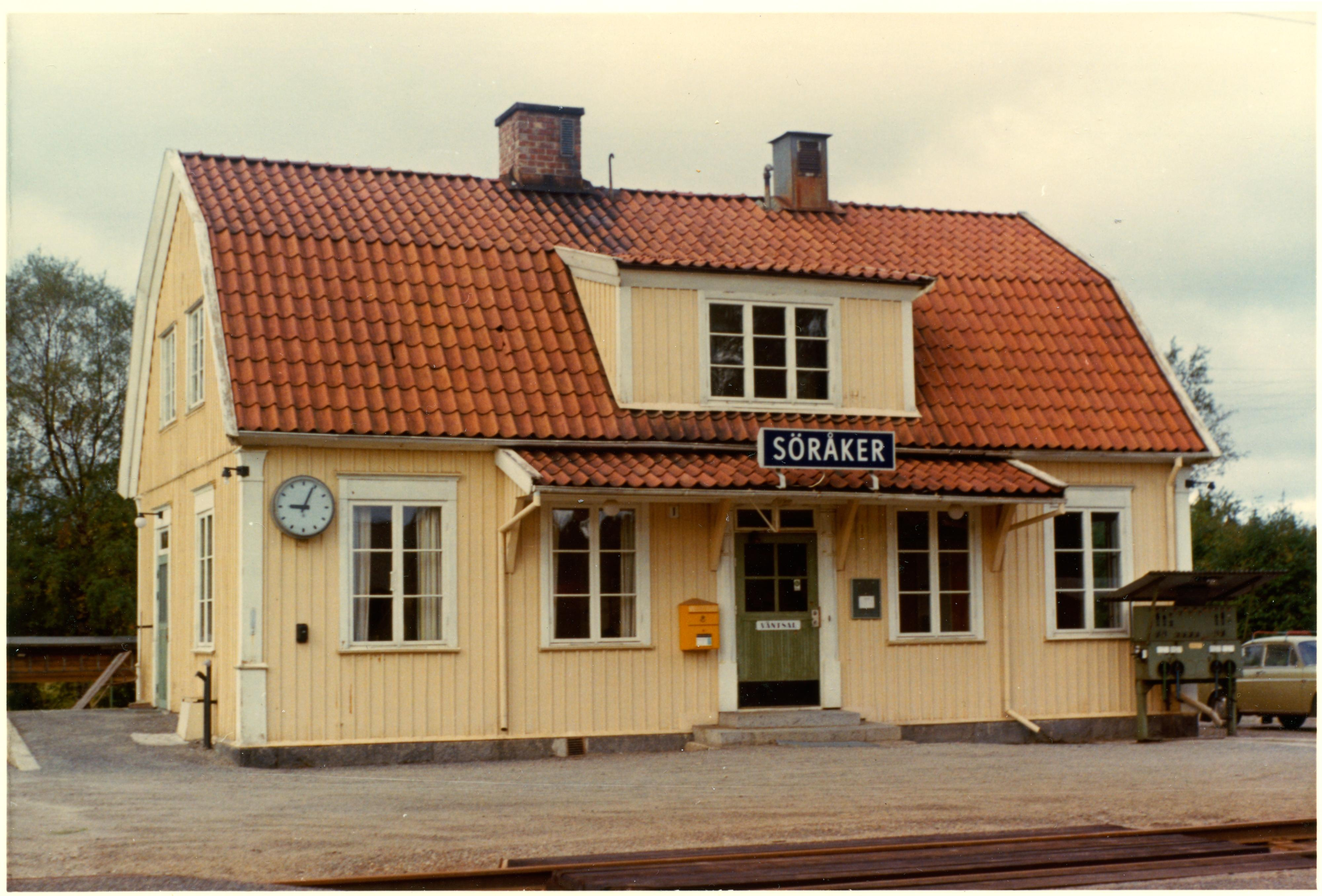
Söråker järnvägsstation, 1971.

Historiskt sett är Söråker ett gammalt bonde- och fiskesamhälle, som sedan 1800-talets senare halva utvecklats till att även bli ett industrisamhälle.
Flottning skedde i Indalsälven redan på 1700-talet och pågick fram till 1969. Tack vare sitt läge blev Söråker - som ligger i närheten av Indalsälvens delta, där Indalsälven mynnar ut i Klingerfjärden - ett perfekt område att anlägga sågverk. I slutet på 1800-talet anlades flera sågverk i det som nu räknas som Söråker. Dessa sågverk drevs fram till den stora sågverksdöden, som började på 1930-talet, då den moderna cellulosaindustrin konkurrerade ut sågverken.

### Sågverken

#### Söråker ångsåg
På grund av närheten till flottningsarbetet lät träpatronen Johan Carl Kempe 1859 anlägga en ångsåg med lastplats i byn Söråker. Mellan 1861 och 1865 anställde ångsågen 30-40 arbetare. År 1887 köptes Söråker Ångsåg av företaget Sunds AB, som också ägde det närliggande sågverket Alafors. År 1890–1891 övergick ägandet till disponent Per Olsson. 

#### Alafors sågverk
Alafors sågverk anlades av grosshandlare Ludvig Tydén i början av 1860-talet. Efter att han gick i konkurs 1864 köptes sågverket av häradshövding W. Enblom, som efter några år sålde det vidare till London-firman J. Thomsen, T. Boner & Co. Denna firma lät bygga ut verket, under ledning av disponent Per Olsson, år 1869. Under perioden 1871–1875 hade sågverket ca 50 anställda. 
År 1881 bildades firman Alafors Sågverks AB av Per Olsson, grosshandlare A. P. Hedberg samt Carsten Jakobsen. Denna firma köpte Alafors Sågverk av engelsmännen. År 1887 köpte firman även Söråker ångsåg. År 1890–1891 såldes Alafors till företaget Sunds AB medan Söråkers Ångsåg behölls av disponent Per Olsson. Sunds AB sålde senare vidare Alafors till kronolänsman Eric Hägglund, som bildade bolaget Åsjös Sågverks AB. Det gamla sågverket revs och Hägglund byggde ett nytt sågverk på samma plats. År 1910 fick Häggströms svärson, landsfiskal Rörström, överta sågverket. 1913 lades driften ned helt, på grund av ekonomiska svårigheter, till följd av bland annat råvarubrist och problem orsakade av landhöjningen i området. 

#### Nya Söråker
I mitten av 1880-talet byggde trävaruhandlare Jon Pettersson från Njurunda en ångsåg på den plats som kallades Pedersåker. När företaget gick i konkurs 1887 köptes ångsågen av bönder från Jämtland, som bildade bolaget Söråkers Trävaru Aktiebolag, som gick i konkurs 1893. Efter detta övertogs sågverket av grosshandlaren J. Röst, som drev sågverket till 1896. Då köptes sågen av Gunnar Jonsson, som också ägde fyra industrier och ett jordbruk i Jämtland. Sågverket gick vidare inom släkten och sysselsatte som mest 100 anställda. Den 5 september 1931 drabbades sågverket av en brand, som ödelade hela verksamheten. En del av området köptes av Sunds AB, som hade timmermagasin där. Resten av marken köptes av Norrlands Trädgårdsskola. 

#### Sörviks sågverk
Sörviks sågverk anlades år 1882 av handlaren Erik Wiklander i Ljustorp. Till början hade han en lokomotivdriven såg men år 1888 byggdes en ångsåg. År 1889 startades bolaget Sörviks Aktiebolag. Bolaget gick i konkurs år 1896 och övertogs ett år senare av AB Strand-Sörvik. År 1898 såldes verket och bolaget Sörviks Nya Ångsågs Aktiebolag bildades, med Per Olsson som disponent. Sågen byggdes om och utvidgades. År 1905 köpte bolaget även den närliggande Strandvikssågen. År 1915 köptes företaget av grosshandlare Löfgren, som ägde verket fram till 1918 då ett norskt konsortium köpte sågen. Dessa drev sågen fram till 1923, då Strandvikssågen brann ned den 3 augusti. Sågverket såldes då till Sörviks Träexport Aktiebolag som drev sågen fram till 1938, då företaget gick i konkurs och anläggningarna revs. Området köptes av SCA. 

#### Norrvik och Strandvik
Norrvik sågverk anlades 1883–1884 av trävaruhandlare J. M. Westin. År 1886 bildade Westin tillsammans med Jonas Röst bolaget Norrviks Ångsågs Aktiebolag. År 1887 blev Röst ensam ägare och drev sågen fram till 1901, då det såldes till byggmästare Wiklund. År 1903 ombildades bolaget till Strandviks Trävaru Aktiebolag. Namnet ändrades här från Norrvik till Strandvik. År 1904 såldes sågverket till Häggström & Co, som ett år senare sålde det vidare till Söråkers Nya Ångsågs AB, som redan ägde Sörviks sågverk. Anläggningen brann ned den 3 augusti 1923. 

### Norrlands trädgårdsskola

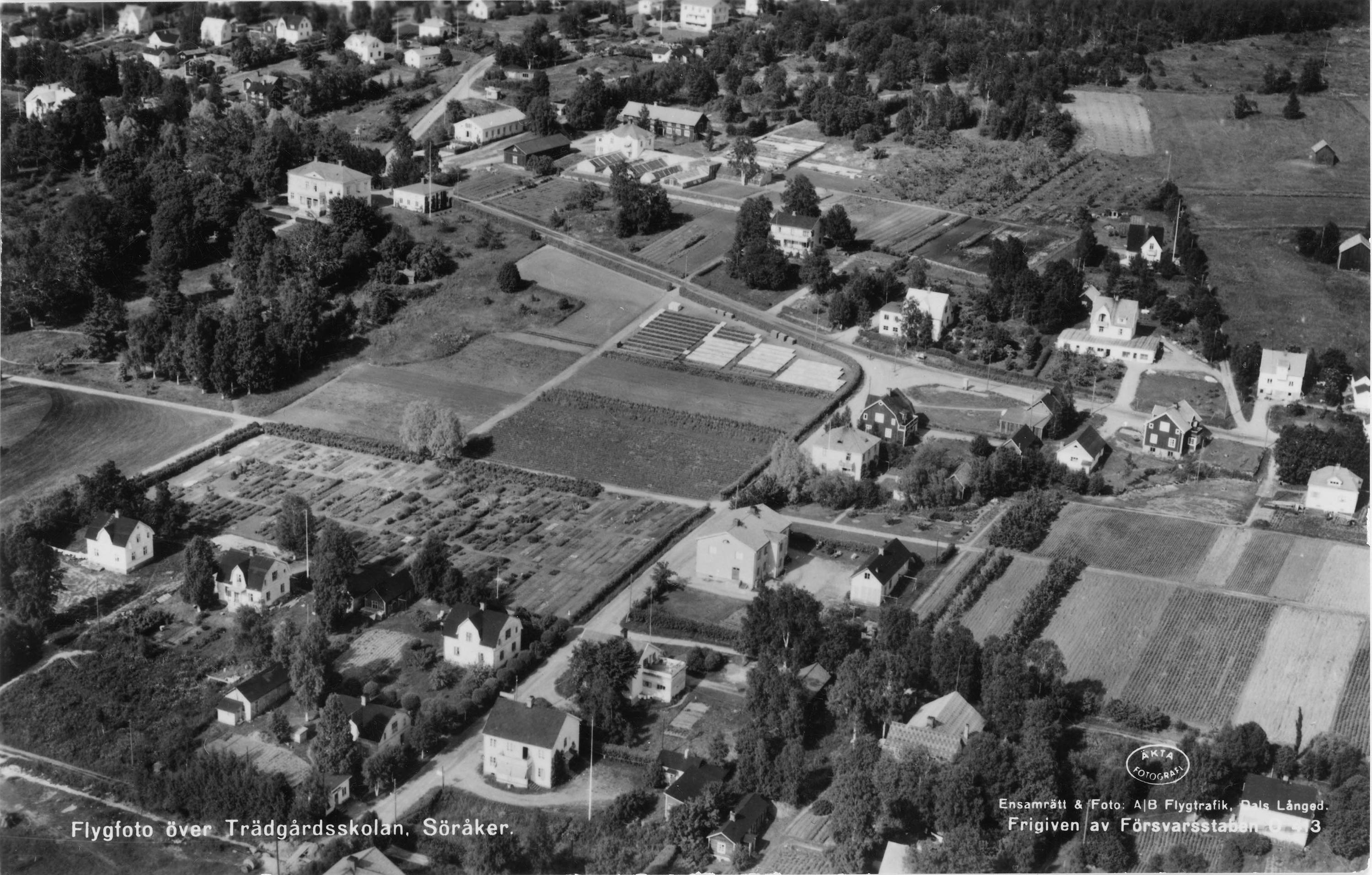
Flygbild över Söråkers trädgårdsskola med omgivningar från omkring 1960.

När träpatronen Johan Carl Kempe slog sig ned i Söråker och byggde ångsåg, lät han också bygga Söråkers Herrgård. Efter Kempes död 1872 såldes herrgården till överjägmästare Kellerstedt som ägde den fram till 1907, då den köptes av grosshandlare Löfgren. År 1928 såldes herrgården tillbaka till Kempesläkten, denna gång Seth Kempe som var sonson till Johan Carl Kempe. Seth Kempe donerade senare egendomen samt en kontant summa till svenska staten, för att där anlägga Norrlands trädgårdsskola.  Trädgårdsskolan startades år 1932 och verksamheten pågick fram till mitten av 60-talet. 

### Industrier

#### Sulfitfabriken i Söråker

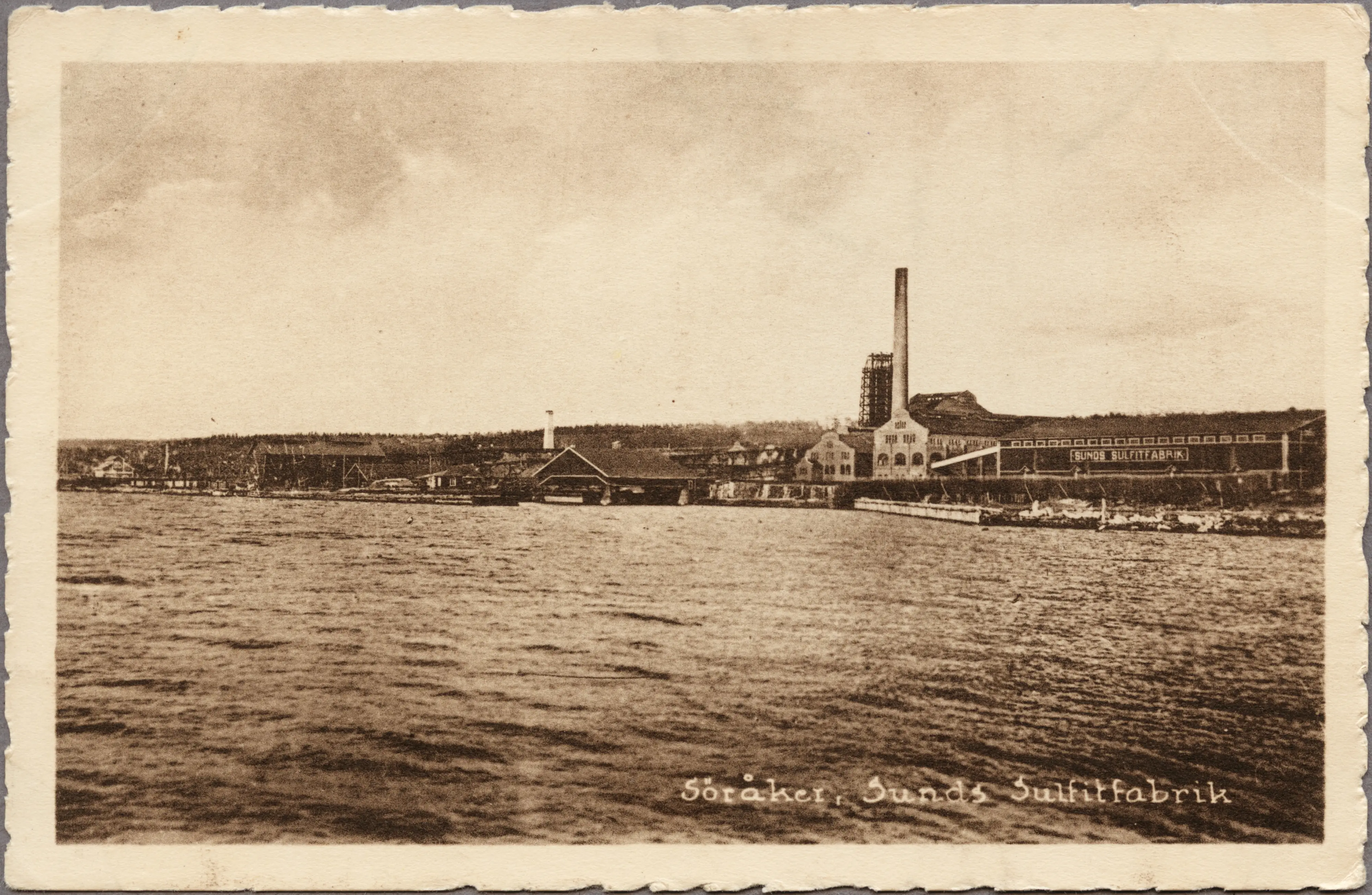
Sunds sulfitfabrik.

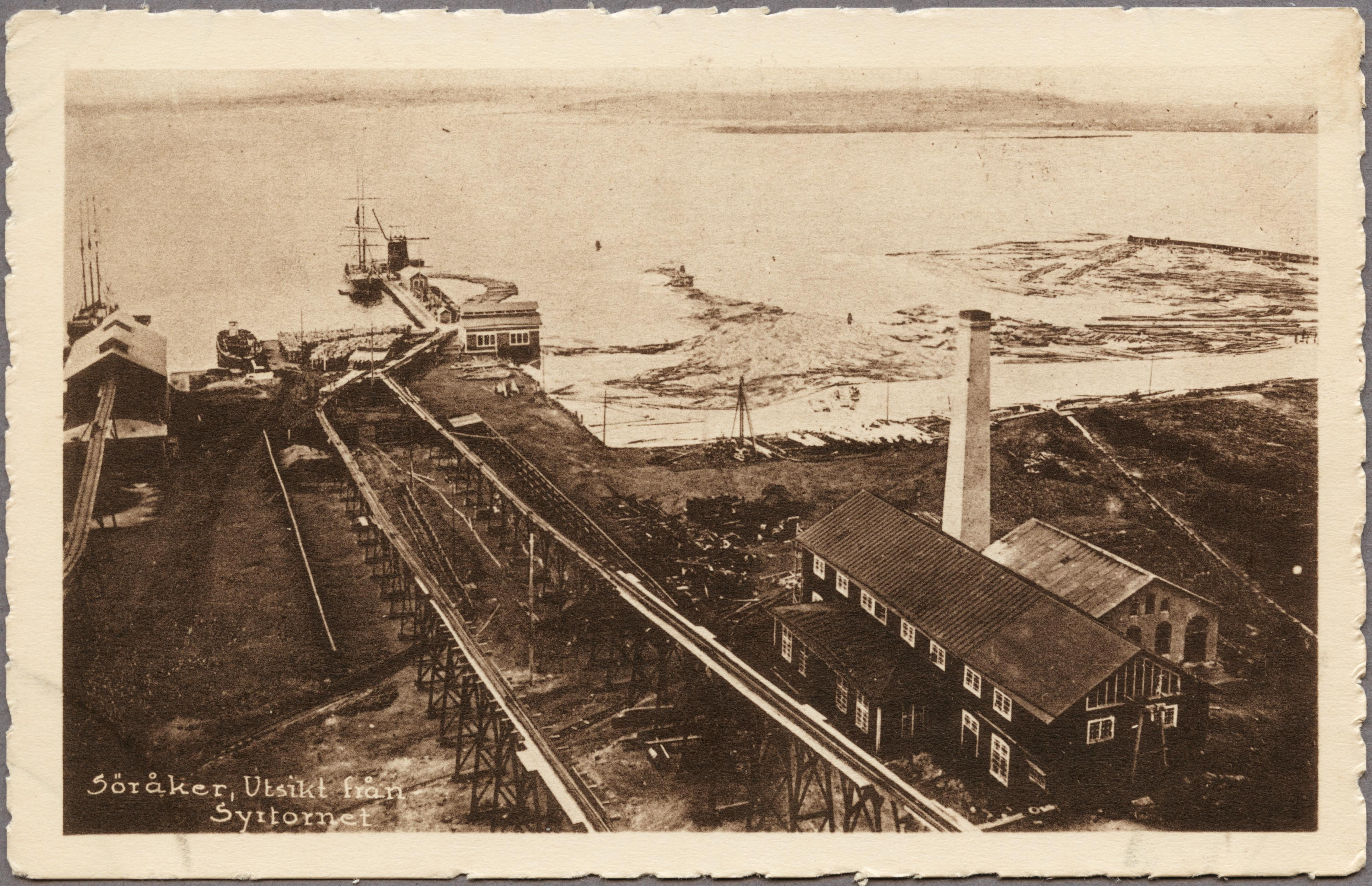
Utsikt från Syrtornet vid Sunds sulfitfabrik.

Fabriken började byggas år 1907.  Den var i bruk i ca 50 år innan den lades ned den 30 april 1958. 

#### Gullfiber Glasull
1957 hade Gullfiber startat tillverkning av glasull, en verksamhet som upphörde på 1980-talet.

#### Torsboda industripark
Torsboda industripark är industriplanerad mark avsedd för elintensiv industri, ägd av Sundsvalls och Timrå kommuner. Parken har tillgång till grön el och processvatten, samt närhet till motorväg, järnväg, hamn och flygplats.
Det kinesiska företaget PTL (Shanghai Putailai)  gör en betydande investering genom att bygga en anläggning för storskalig tillverkning av anodmaterial för litiumjonbatterier, inklusive artificiell grafit, i Torsboda industripark. Anläggningen ska leverera komponenter till Northvolts batteritillverkning i Europa. Beslutet att börja bygga anläggningen offentliggjordes i maj 2023.

### Administrativa tillhörigheter

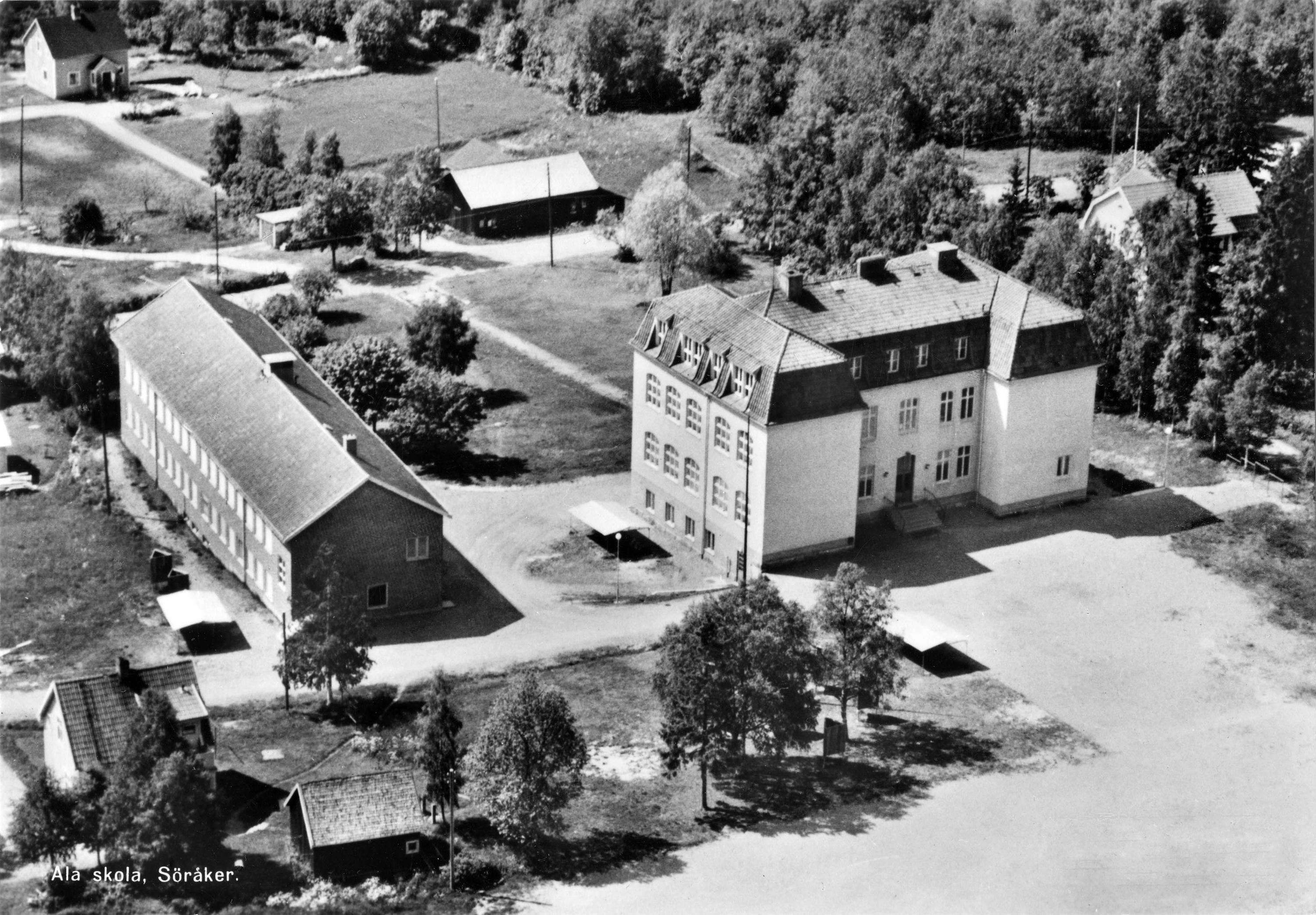
Flygbild över Ala skola från 1950-talet

Söråker var by i Hässjö socken och ingick efter kommunreformen 1862 i Hässjö landskommun. Från och med Kommunreformen 1971 ingår Söråker i Timrå kommun. 
I kyrkligt hänseende har orten alltid hört till Hässjö församling. Tätorten Söråker ligger dock både i Hässjö distrikt och i Tynderö distrikt.
Orten ingick till 1925 i Ljustorps tingslag, därefter till 1936 i Njurunda, Sköns och Ljustorps tingslag, sedan till 1965 i Medelpads östra domsagas tingslag och slutligen till 1971 i Medelpads domsagas tingslag. Från 1971 till 1972 ingick Söråker i Medelpads domsaga och orten ingår sedan 1972 i Sundsvalls domsaga.

### Befolkningsutveckling
| Befolkningsutvecklingen i Söråker 1960–2020 | Befolkningsutvecklingen i Söråker 1960–2020 | Befolkningsutvecklingen i Söråker 1960–2020 | Befolkningsutvecklingen i Söråker 1960–2020 | Befolkningsutvecklingen i Söråker 1960–2020 |
| ------------------------------------------- | ------------------------------------------- | ------------------------------------------- | ------------------------------------------- | ------------------------------------------- |
|                                             |                                             |                                             |                                             |                                             |
| År                                          |                                             |                                             | Folkmängd                                   | Areal (ha)                                  |
| 1960                                        | 1960                                        |                                             | 1 825                                       |                                             |
| 1965                                        | 1965                                        |                                             | 1 813                                       |                                             |
| 1970                                        | 1970                                        |                                             | 2 008                                       |                                             |
| 1975                                        | 1975                                        |                                             | 2 363                                       |                                             |
| 1980                                        | 1980                                        |                                             | 2 566                                       |                                             |
| 1990                                        | 1990                                        |                                             | 2 411                                       | 504                                         |
| 1995                                        | 1995                                        |                                             | 2 384                                       | 507                                         |
| 2000                                        | 2000                                        |                                             | 2 264                                       | 508                                         |
| 2005                                        | 2005                                        |                                             | 2 271                                       | 510                                         |
| 2010                                        | 2010                                        |                                             | 2 312                                       | 508                                         |
| 2015                                        | 2015                                        |                                             | 2 374                                       | 529                                         |
| 2020                                        | 2020                                        |                                             | 2 414                                       | 527                                         |
|                                             |                                             |                                             |                                             |                                             |

## Samhället

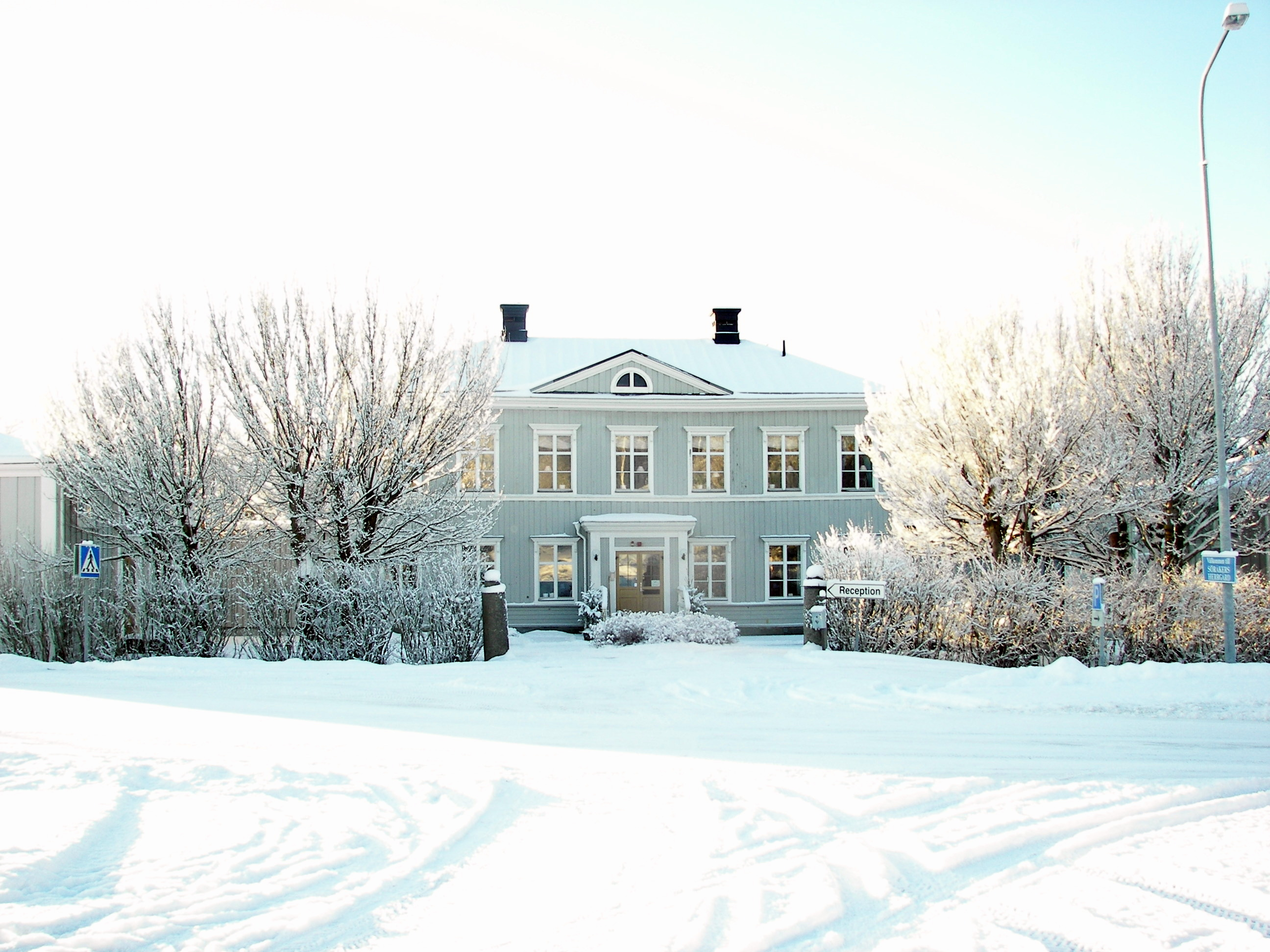
Söråkers Herrgård, vintertid

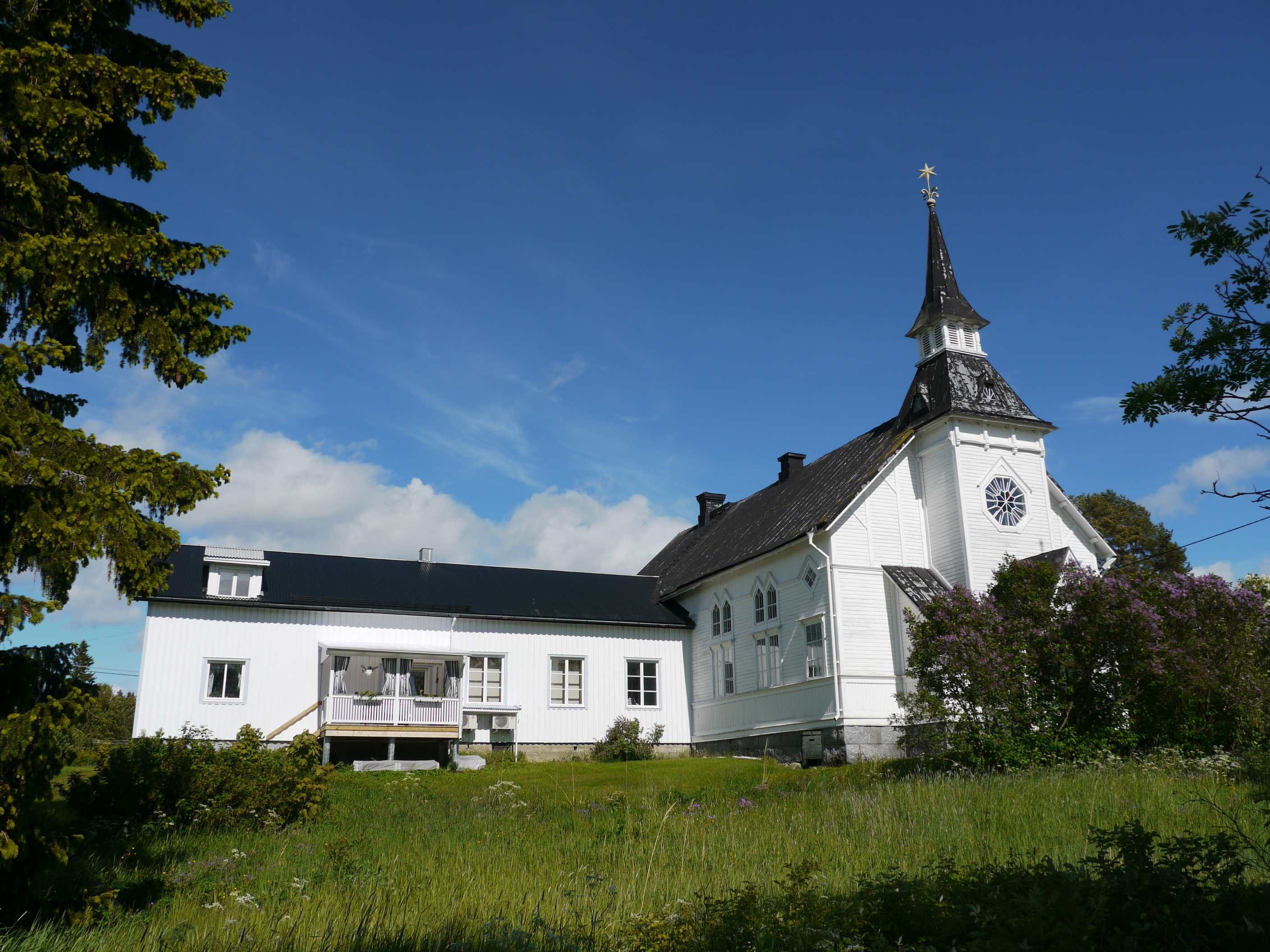
Ebeneserkyrkan i Söråker.

Söråkers Folkets Hus har Västernorrlands första digitala biograf.
Från Söråker lakas hela tiden arsenik och tungmetaller ut i havet.

### Söråker Herrgård
Herrgården som byggdes av Johan Carl Kempe och var platsen för Norrlands trädgårdsskola, ägs idag av föreningen Folkets Hus Sundsvall, som driver ett konferenshotell där. 

### Ebeneserkyrkan
I Söråker finns Ebeneserkyrkan, som grundades som en baptistkyrka. 

## Idrott
Söråkers FF:s damfotbollslag spelar i division II och Söråkers FF:s herrfotbollslag i division IV. Föreningen Söråkers IF har ett bandylag där herrarna spelar i division I och damerna haft framgångar som spel i Allsvenskan, numera Elitserien. Tynderö IK heter ortens längdskidåkningsklubb.